# Knobbelspoorsatijnzwam
De knobbelspoorsatijnzwam (Entoloma undulatosporum) is een schimmel in de familie Entolomataceae. Hij leeft saprotroof in weilanden op matig bemeste, vrij droge zand- of veenbodem.

## Kenmerken

### Uiterlijke kenmerken
Hoed
De hoed heeft een diameter van 15-23 mm die eerst convex is en zich vervolgens uitbreidt, niet umbonaat, met een rechte rand. De hoed is hygrofaan en bij vochtigheid zwartbruin met een iets lichtere rand, doorschijnend gestreept alleen aan de rand. Bij droging verandert het centrum naar grijsbruin, satijnachtig, zeer fijn radiaal geruguleerd. 
Lamellen
De lamellen zijn smal aangehecht, matig ver uit elkaar, vrij dik, buikig, tot 5 mm breed, bleek grijsbruin met een vleeskleurige grijze rand. 
Steel
De steel is 22-27 × 1.8-2.8 mm, relatief kort, cilindrisch, bleker en iets bruiner dan de vochtige hoed, kaal, licht wit tomentose aan de basis, smal hol. 
Geur en smaak
Het vlees is dun in de hoed, relatief stevig, bros in de steel. De geur en smaak zijn duidelijk meelachtig.

### Microscopische kenmerken
De sporen zijn enigszins variabel van vorm, ellipsoïde tot langwerpig, onregelmatig 6-9-hoekig, dunwandig, met kleine apiculus en meten afmetingen van (7,7—) 7,9-10,8 (—12,0) × (5,7—) 6,0-6,8 (—7,5) μm. De basidia zijn 4-sporig tamelijk breed knotsvormig en meten 25—32 × 9,6—11,5 μm (Q = 2,5-3,3). Er zijn geen cystiden aanwezig. Het hymenoforale trama regelmatig, met cilindrische tot licht opgezwollen elementen, (113—) 160-378 (—400) × 17-27(—32) μm, soms licht ingesnoerd bij septa, kleurloos, helder, dunwandig. De pileipellis is een slecht gedifferentieerde cutis van 3,8-15 μm brede cilindrische hyfen, geleidelijk overgaand in het trama. Het pileitrama is regelmatig, hyfen cilindrisch tot opgezwollen tot 35 μm breed. Het pigment diffuus, soms korrelig, intracellulair in pileipellis en bovenste pileitrama.

## Verspreiding
In Nederland komt de knobbelspoorsatijnzwam zeer zeldzaam voor. Hij staat op de rode lijst in de categorie 'Ernstig Bedreigd'.